# Renze Fij
Renze Fij  (* 26. September 1992 in Enschede) ist ein niederländischer Fußballspieler. Der Torhüter steht seit der Saison 2012/13 bei Ehrendivisionär Heracles Almelo unter Vertrag.

## Karriere
Fij kam vom Enscheder Amateurverein vv Victoria ’28 auf die Fußballakademie des FC Twente, an der auch Heracles Almelo und die Go Ahead Eagles aus Deventer beteiligt sind. Die Spieler sind daher für alle drei Vereine spielberechtigt. Noch als A-Jugendlicher gab Fij so mit 17 Jahren für die Eagles sein Debüt im Profifußball. Am 30. November 2012 saß er im Spiel der Eerste Divisie gegen Helmond Sport auf der Bank. Als Stammkeeper Remko Pasveer in der 76. Minute ausfiel – er hatte bei einem Zusammenprall mit einem Gegenspieler einen Zahn verloren – musste Fij beim Spielstand von 2:1 ins Tor der Gastgeber. Deventer gewann 3:2, Fij musste in der 90. Minute einen Treffer von Mark Veldmate hinnehmen. Wenig später wurde er von den Go Ahead Eagles unter Vertrag genommen, absolvierte für sie jedoch kein weiteres Ligaspiel.
In der Saison 2011/2012 war Fij ein Jahr lang beim FC Groningen, wechselte aber nach der Spielzeit gemeinsam mit Brian van Loo zu Heracles Almelo. In der Spielzeit 2012/13 kam Fij im Wechsel mit van Loo und dem dritten Torhüter Michael Brouwer in der zweiten Mannschaft Jong SC Heracles Almelo zum Einsatz. Keiner von ihnen konnte den Stammplatz von Remko Pasveer gefährden, Fij blieb ohne Pflichtspieleinsatz.

## Nachweise und Anmerkungen
1. ↑  GA Eagles boekt zege op Helmond Sport, RTV Oost vom 30. November 2009
2. ↑  Spieldaten (Memento vom 30. Juli 2013 im Webarchiv archive.today) bei Voetbal International
3. ↑  Saisonstatistik (Memento des Originals vom 6. August 2013 im Internet Archive)  Info: Der Archivlink wurde automatisch eingesetzt und noch nicht geprüft. Bitte prüfe Original- und Archivlink gemäß Anleitung und entferne dann diesen Hinweis. auf der Website von Heracles Almelo

| Personendaten    | Personendaten                   |
| ---------------- | ------------------------------- |
| NAME             | Fij, Renze                      |
| KURZBESCHREIBUNG | niederländischer Fußballspieler |
| GEBURTSDATUM     | 26. September 1992              |
| GEBURTSORT       | Enschede, Niederlande           |